# La buona speranza
La buona speranza (Op hoop van zegen) è un dramma in quattro atti del drammaturgo olandese Herman Heijermans, portato al debutto ad Amsterdam nel 1900. 

## Trama
L'azione si svolge in un villaggio di pescatori nei Paesi Bassi

### Atto I
La storia inizia nella modesta casa di Kniertje , dove emergono tensioni e preoccupazioni familiari. Clementine dipinge un ritratto di Cosimo, metafora dell'incapacità di rappresentare la vita in modo idilliaco. Daan condivide il suo dolore per la perdita dei figli, mentre Barend manifesta paura del mare e desiderio di evitare mestieri legati alla pesca. Geert torna dal carcere, amareggiato per un'esperienza ingiusta. La famiglia affronta una tragedia che coinvolge un'altra famiglia del villaggio, aggiungendo ulteriore tensione.

### Atto II
Due settimane dopo, Marietje e Simon visitano la casa di Kniertje . Marietje parla della difficoltà di trattare con il padre, Bos, che tende a comportarsi in modo inaccettabile. Marietje e Simon vogliono sposarsi presto ma devono ancora completare alcuni documenti. Bos irrompe con tensioni riguardo a Geert e minacce di mandare Barend sulla nave "Buona Speranza".

### Atto III
Sei settimane dopo, durante un violento temporale, Kniertje è malata. Si discute di malattie, mortalità e difficoltà legate al mare. Truus racconta storie struggenti di perdita legata alla vita marina. La tensione cresce con la preoccupazione dei parenti per le condizioni dei pescatori durante la tempesta.

### Atto IV
Una settimana dopo, nell'ufficio di Bos , emergono ulteriori tensioni e dramma. Bos è sopraffatto dalle richieste e dalle notizie, mentre la comunità è colpita dalla scoperta del cadavere di Barend e dalla perdita della nave "Buona Speranza". Bos cerca di gestire la situazione finanziaria e consolare le famiglie colpite.
La trama si conclude con un intreccio complesso di emozioni e tensioni familiari. Kniertje è devastata dalla perdita dei suoi figli nel mare, mentre Bos offre un tenue (ma ipocrita) segno di simpatia nonostante il suo carattere duro. La famiglia Jefferson rimane avvolta da segreti e tensioni, con il mare che continua a rappresentare un simbolo implacabile della tragedia 

## Storia
La critica ritenne sin da subito che Heijermans con La buona speranza avesse scritto il suo capolavoro. Il dramma ottenne un immediato successo, con circa un centinaio di rappresentazioni nei primi cinque mesi dalla sua prima. Tale numero aumentò nel tempo, sebbene il realismo di Heijermans, inizialmente popolare, divenne meno in voga. Tuttavia, l'opera continua ancora oggi ad essere regolarmente messa in scena. 
Essa è stata ripresa più volte nel corso degli anni: nel 1918 con Esther de Boer-van Rijk nel ruolo di Kniertje, nel 1924 con Adele Sandrock, nel 1934 nuovamente con Esther de Boer-van Rijk e nel 1986 con Kitty Courbois nel ruolo di Kniertje. Prima della Seconda Guerra Mondiale, Esther de Boer-van Rijk fu la principale interprete di Kniertje, avendo interpretato il ruolo per 1.200 volte, mentre negli anni '50 e '60 fu Beppie Nooij sr. con l'Amsterdams Volkstoneel. 
Nel 2008 debuttò una versione musicale dell'opera, seguita nel gennaio 2009 da una nuova messa in scena curata da Het Toneel Speelt e diretta da Jaap Spijker